# Die güldne Sonne voll Freud und Wonne

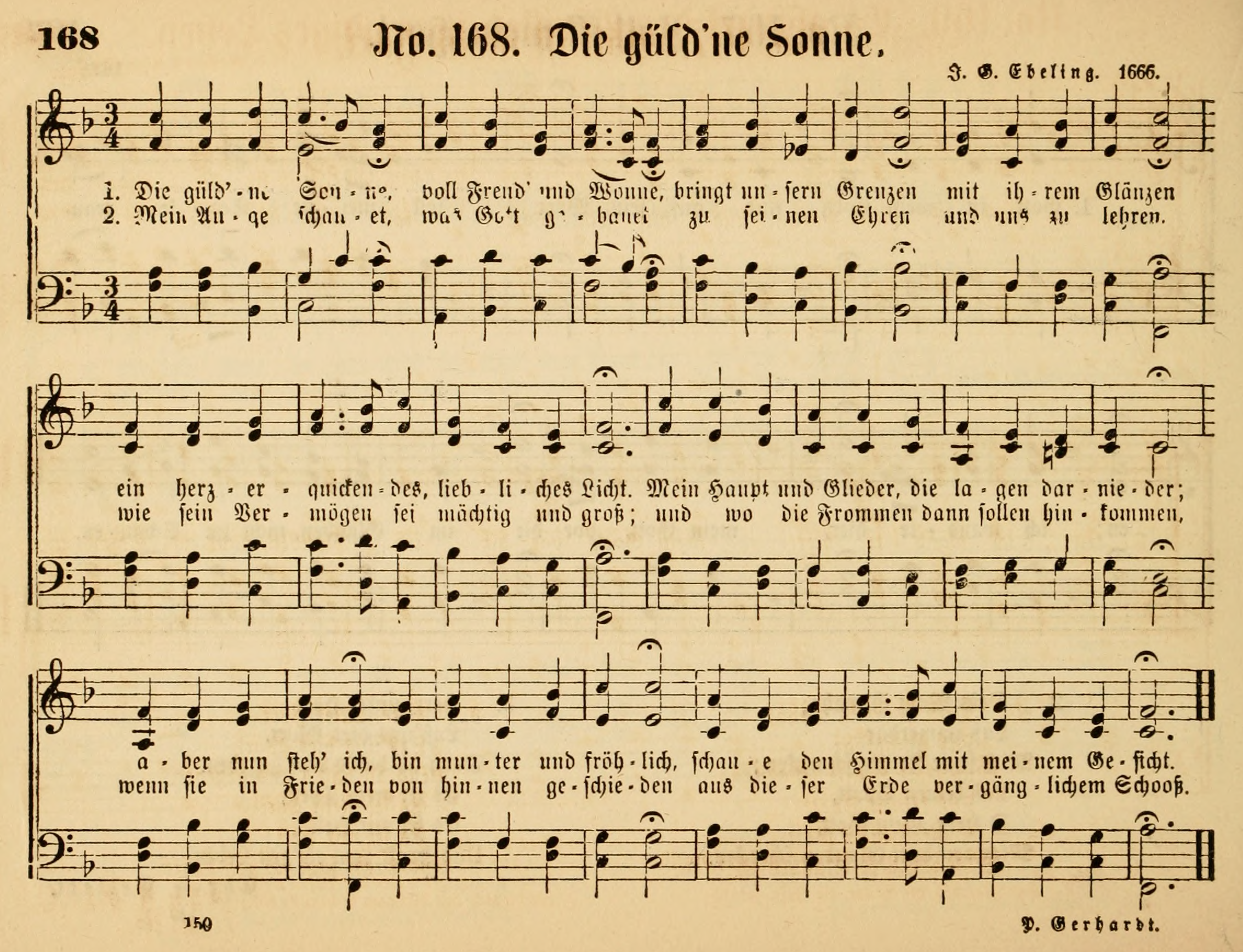
Kirchenlied im vierstimmigen Satz in einem deutsch-amerikanischen Gesangbuch (1878)

Die güldne Sonne voll Freud und Wonne ist ein christliches Morgenlied, dessen Text Paul Gerhardt verfasste. Es hat zwölf Strophen in einer Versform, die Gerhardt darin zum ersten Mal entwickelte. Es erschien 1666 mit Melodie und Satz von Johann Georg Ebeling in einer Sammlung von Gerhardts Liedern. Im Evangelischen Gesangbuch erscheint es unter der Nummer 449. Es ist in vielen Gesangbüchern und Liederbüchern enthalten. Im Mennonitischen Gesangbuch ist es in einer elfstrophigen Fassung (ohne die ursprüngliche Strophe 11) unter der Nummer 200 erschienen.

## Geschichte
Der lutherische Theologe und Liederdichter Paul Gerhardt war Pfarrer an der Berliner Nikolaikirche, als er Die güldne Sonne voll Freud und Wonne schrieb. Es war vermutlich eins seiner letzten Lieder. Gerhardt griff damit zwei ältere Morgenlieder von Philipp von Zesen (Die güldene Sonne bringt Freude und Wonne von 1641) und von Matthäus Apelles von Löwenstern (Ich sehe mit Wonne, die güldene Sonne bricht wieder herein von 1644) auf.
Die meisten von Gerhardts früheren Kirchenliedern waren in Johann Crügers Gesangbuch Praxis Pietatis Melica erschienen. Crüger war bis zu seinem Tod 1662 Kirchenmusiker an der Nikolaikirche, dann trat Johann Georg Ebeling seine Nachfolge an. Ebeling begann 1666, nachdem Gerhardt durch den Kurfürsten seines Amts enthoben worden war, Gerhardts Lieder mit neuer Musik zu versehen und unter dem Titel Pauli Gerhardi Geistliche Andachten in mehreren Bänden zu veröffentlichen. Die Serie umfasste 120 Lieder und wurde 1667 abgeschlossen. Jedes Lied erschien mit einem Chorsatz, davon 112 mit neuen Melodien von Ebeling. Die güldne Sonne erschien im dritten Band der Geistlichen Andachten 1666 mit Ebelings Melodie in einem vierstimmigen Satz. Ebelings Überschrift für das Lied lautete Morgen-Segen. Im selben Jahr erschien Die güldne Sonne in einer Neuauflage der Praxis Pietatis Melica mit einer Melodie von Jacob Hintze. Teile des Liedes wurden im 19. Jahrhundert ins Englische übersetzt.

## Text
Gerhardts Lied ist wie eine Predigt aufgebaut, in zwölf Strophen, wie die Monate im Jahreskreis. Er benutzte das Bild der Sonne als Symbol für Gottes Liebe in 25 seiner Lieder, z. B. in der 4. (im EG 3.) Strophe von Ich steh an deiner Krippen hier, in der Tradition des lutherischen Theologen Johann Arndt. Das Lied betrachtet das Sonnenlicht, ohne Schatten und Leid zu vermeiden. Im Stil barocker Dichtung reiht Gerhardt oft zwei ähnliche Begriffe, z. B. „munter und fröhlich“ und „Güter und Gaben“ (siehe auch Hendiadyoin). Die letzte Strophe bringt einen Ausblick auf einen himmlischen Garten, „Freude die Fülle und selige Stille“, auf den die Gedanken des Verfassers gerichtet sind.
Jede Strophe hat zehn Zeilen, in einer Versform, die Gerhardt für dieses Lied schuf:
| Zeile:      | 1–2  | 3–4  | 5   | 6–7  | 8–9  | 10  |     |
| ----------- | ---- | ---- | --- | ---- | ---- | --- | --- |
| Reimschema: | aa   | bb   | c   | dd   | ee   | c   | c   |
| Versmaß:    | 5.5. | 5.5. | 10. | 5.6. | 5.6. | 10. | 10. |

Nachfolgend der Wortlaut nach der nebenstehend abgebildeten Erstausgabe von 1666, mit dem verdeutlichten Reimschema in der ersten Strophe:
1. Die güldne Sonne

voll Freud und Wonne

bringt unsern Grenzen

mit ihrem Glänzen

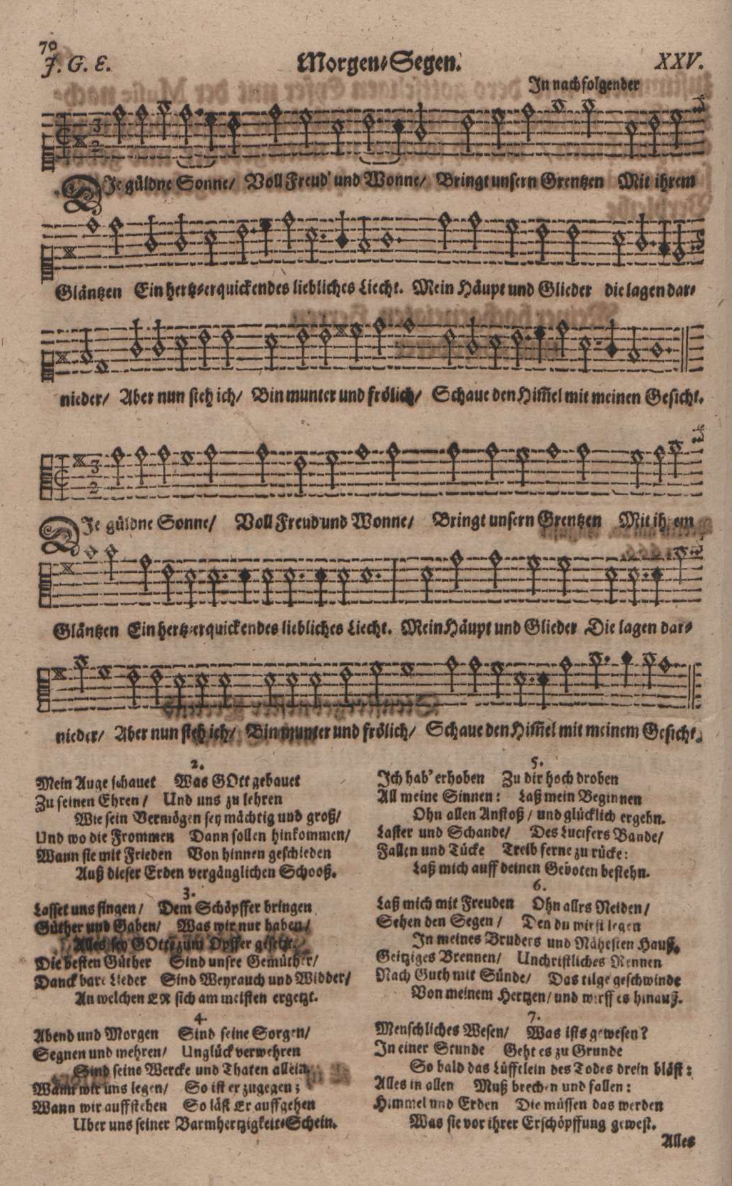
Erste Ausgabe, S. 70, sieben Strophen mit Sopran- und Alt-Stimme

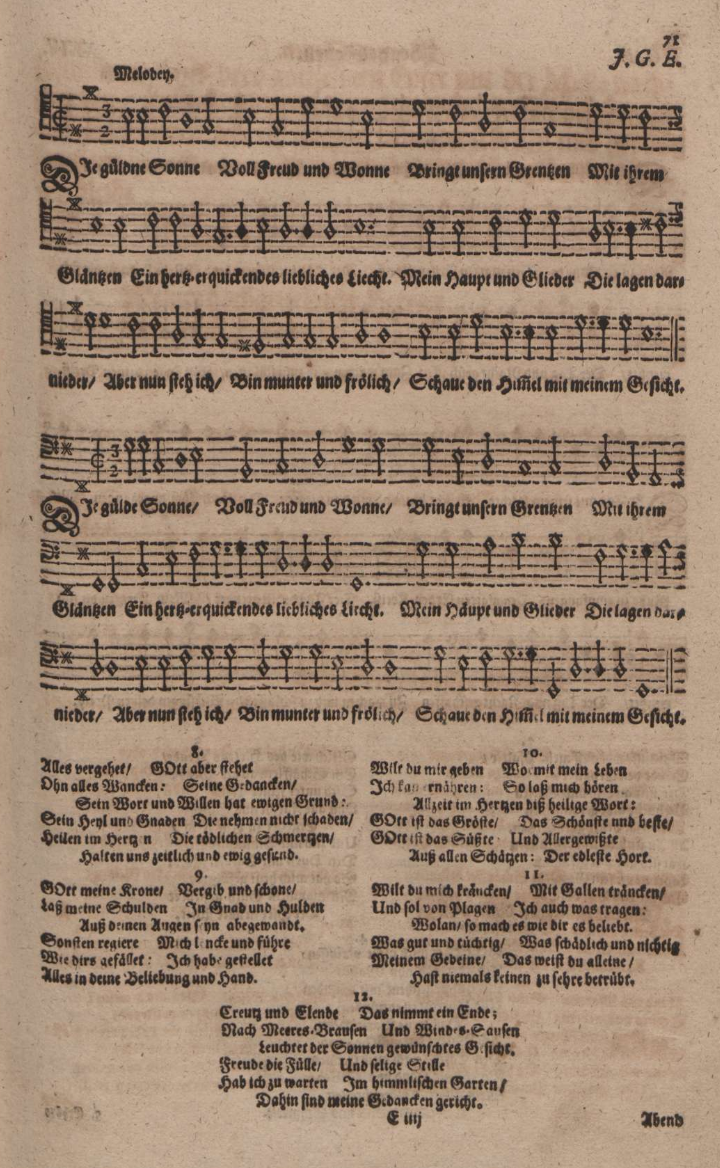
Erste Ausgabe, S. 71, Tenor- und Bass-Stimme zum Text der ersten Strophe, dann die fünf letzten Strophen

ein herzerquickendes, liebliches Licht.

Mein Häupt und Glieder,

die lagen darnieder;

aber nun steh ich,

bin munter und fröhlich,

schaue den Himmel mit meinem Gesicht.

2. Mein Auge schauet, was Gott gebauet

zu seinen Ehren und uns zu lehren,

wie sein Vermögen sei mächtig und groß

und wo die Frommen dann sollen hinkommen,

wann sie mit Frieden von hinnen geschieden

aus dieser Erden vergänglichem Schoß.

3. Lasset uns singen, dem Schöpfer bringen

Güter und Gaben; was wir nur haben,

alles sei Gotte zum Opfer gesetzt!

Die besten Güter sind unsre Gemüter;

dankbare Lieder sind Weihrauch und Widder,

an welchen er sich am meisten ergötzt.

4. Abend und Morgen sind seine Sorgen;

segnen und mehren, Unglück verwehren

sind seine Werke und Taten allein.

Wenn wir uns legen, so ist er zugegen;

wenn wir aufstehen, so lässt er aufgehen

über uns seiner Barmherzigkeit Schein.

5. Ich hab erhoben zu dir hoch droben

all meine Sinnen; lass mein Beginnen

ohn allen Anstoß und glücklich ergehn.

Laster und Schande, des Luzifers Bande,

Fallen und Tücke treib ferne zurücke;

lass mich auf deinen Geboten bestehn.

6. Lass mich mit Freuden ohn alles Neiden

sehen den Segen, den du wirst legen

in meines Bruders und Nähesten Haus.

Geiziges Brennen, unchristliches Rennen

nach Gut mit Sünde, das tilge geschwinde

von meinem Herzen und wirf es hinaus.

7. Menschliches Wesen, was ist’s gewesen?

In einer Stunde geht es zugrunde,

sobald das Lüftlein des Todes drein bläst.

Alles in allen muss brechen und fallen,

Himmel und Erden die müssen das werden,

was sie vor ihrer Erschöpfung gewest.

8. Alles vergehet, Gott aber stehet

ohn alles Wanken; seine Gedanken,

sein Wort und Willen hat ewigen Grund.

Sein Heil und Gnaden, die nehmen nicht Schaden,

heilen im Herzen die tödlichen Schmerzen,

halten uns zeitlich und ewig gesund.

9. Gott, meine Krone, vergib und schone,

lass meine Schulden in Gnad und Hulden

aus deinen Augen sein abgewandt.

Sonsten regiere mich, lenke und führe,

wie dir’s gefället; ich habe gestellet

alles in deine Beliebung und Hand.

10. Willst du mir geben, wormit mein Leben

ich kann ernähren, so lass mich hören

allzeit im Herzen dies heilige Wort:

Gott ist das Größte, das Schönste und Beste,

Gott ist das Süß’te und Allergewiss’te,

aus allen Schätzen der edleste Hort.

11. Willst du mich kränken, mit Galle tränken,

und soll von Plagen ich auch was tragen,

wohlan, so mach es, wie dir es beliebt.

Was gut und tüchtig, was schädlich und nichtig

meinem Gebeine, das weißt du alleine,

hast niemals keinen zu sehre betrübt.

12. Kreuz und Elende, das nimmt ein Ende;

nach Meeresbrausen und Windessausen

leuchtet der Sonnen gewünschtes Gesicht.

Freude die Fülle und selige Stille

hab ich zu warten im himmlischen Garten;

dahin sind meine Gedanken gericht’.

## Übersetzung
Das Lied wurde in Auszügen mehrfach ins Englische übertragen. Catherine Winkworth übersetzte die Strophen 1–4, 8, 9 und 12 als The golden sunbeams with their joyous gleams und veröffentlichte es 1855 in ihrer Sammlung Lyra Germanica. Ihre Übersetzung folgt dem Reimschema, aber nicht immer dem Versmaß. Richard Massie übersetzte die Strophen 4, 8–12 als Evening and Morning und berücksichtigte das Versmaß für eine singbare Fassung, die 1857 in Mercer’s Church Psalm & Hymn Book erschien.

## Melodien und musikalische Bearbeitungen
Ebelings Melodie folgt in ihrem Verlauf dem Text der ersten Strophe, indem sie hoch beginnt, zum Text „lagen darnieder“ abwärts führt und sich zu „Aber nun steh ich“ wieder erhebt. Der Text spielt auf die Auferstehung an. Während viele Zeilen des Liedes fünf Silben haben, wählte Ebeling den Dreiertakt der Galliarde, deren leichtfüßiger Tanzrhythmus die oft erdenschweren Gedanken des Textes musikalisch aufheben.
Das Lied erscheint in Schemellis Gesangbuch mit der Melodie von Hintze, die auch im Freylinghausenschen Gesangbuch 1708 veröffentlicht wurde und zu der wahrscheinlich Johann Sebastian Bach den bezifferten Bass schrieb.
Eine dritte Melodie mit vierstimmigem Satz veröffentlichte Johannes Schmidlin in seinem Gesangbuch Singendes und spielendes Vergnügen reiner Andacht, oder Geistreiche Gesänge von 1758.